# Тарілчастий гранулятор

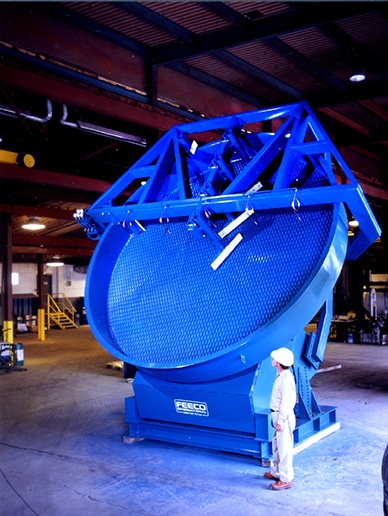
Тарілчастий гранулятор.

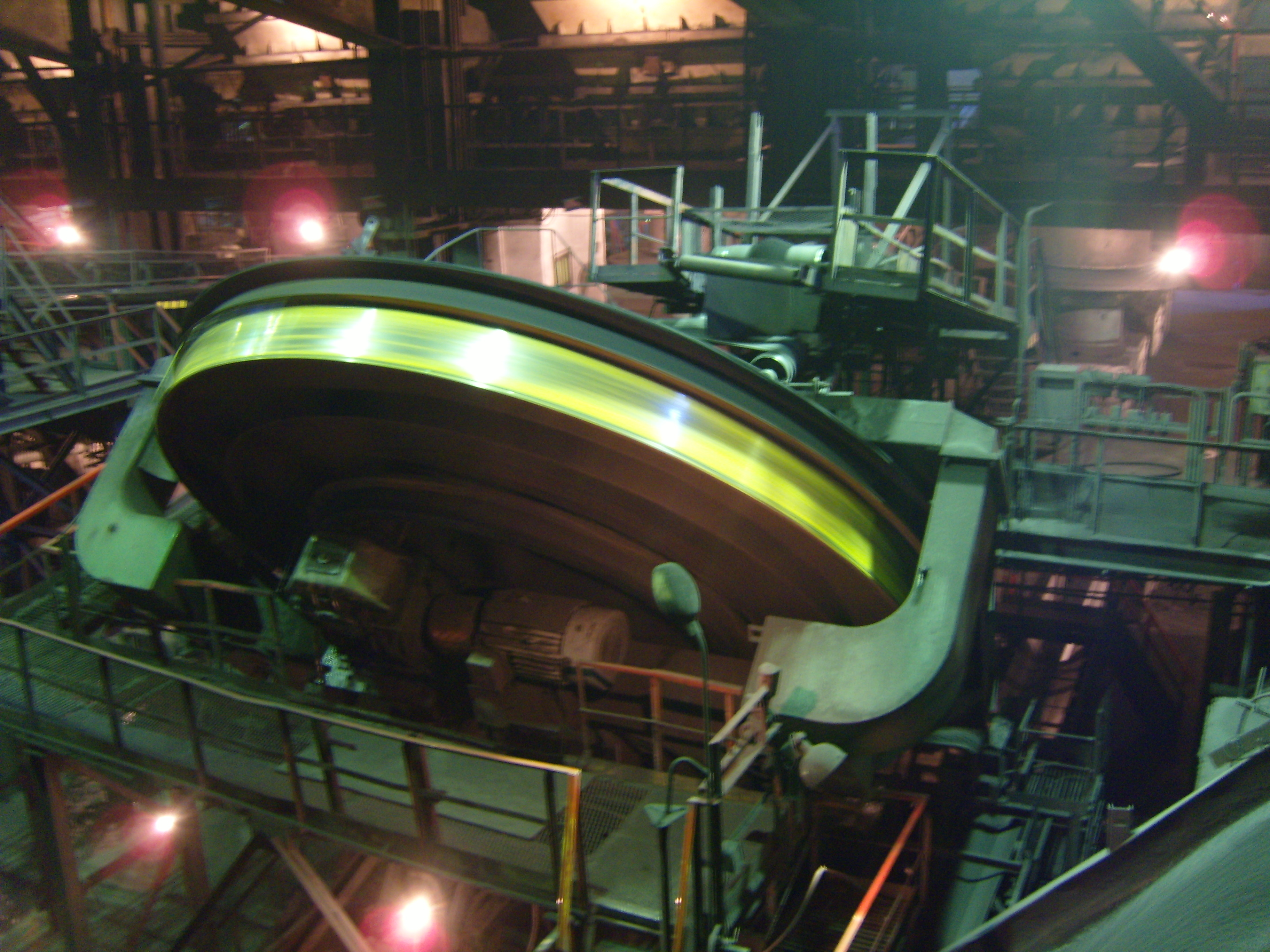
Тарілчастий гранулятор. Ракурс.

Тарілчастий гранулятор - гранулятор з робочим органом у вигляді обертового диска з бортами, вісь обертання якого нахилена під кутом .
Шар піднімається матеріалу являє собою циліндричний копито, на поверхні якого в результаті сегрегації виділяються готові великі гранули, що вивантажуються через борт. Вихід товарної фракції у тарільчатого гранулятора вище, ніж у барабанного, але потрібні великі розміри приміщення для тарільчатого гранулятора. Крім того, мають місце труднощі дотримання екологічних вимог через віднесення пилу (труднощі герметизації) що обмежує його широке поширення в хімічній промисловості. Тарілчасті гранулятори широко використовуються у виробництві залізорудних концентратів, діаметр диска у них досягає 7,5 м.
Гранули, або окатиші, розміром до 50 - 60 мм отримують з дрібно подрібненої шихти з додаванням в неї зв'язуючого - кам'яновугільного пеку, глини тощо. Виробництво окатишів на тарілчастих грануляторах ускладнюється необхідністю отримання гранул приблизно одного розміру. Значна їх кількість виходить дрібними, непридатними для плавки.